# 奥田智重子
奥田 智重子（おくだ ちえこ、1915年（大正4年）6月23日 - 2006年（平成8年）3月6日）は、日本の声楽家（ソプラノ）、音楽教育者。本名：久本 智重子（ひさもと ちえこ）。

## 経歴
千葉県千葉市出身。1937年（昭和12年）東京音楽学校本科卒業。1939年（昭和14年）同校研究科修了。世代柄『此の決意』（テイチク1943年2月新譜、東海林太郎・奥田智重子）等の軍歌の録音もある。
1949年（昭和24年）東京でリサイタル・デビュー。1953年（昭和28年）渡独、フライブルク音楽大学で学ぶ。1955年（昭和30年）同大学卒業。1955年（昭和30年） - 1958年（昭和33年）同大学マイスターコース修了。マリア・フォン・ヴィンターフェルトに師事。
歌曲、オペラ、宗教音楽など幅広く活動した。特にドイツリートを得意とし、夫の久本成夫や、水谷達夫のピアノ伴奏で、ヨーロッパ・日本で演奏活動を行った。1973年（昭和48年）には虎の門交響楽団とシューベルト『セレナーデ 水の上にて歌える』（指揮：小船幸次郎）を共演。
演奏活動の傍ら、音楽教育にも関わり、1964年（昭和39年） - 1966年（昭和41年）国立音楽大学講師、1966年（昭和41年） - 1981年（昭和56年）国立音楽大学教授を務めている。存命中は「ドイツ歌曲研究会」を主宰。また、歌曲発表会「ユングリンデン」を主催していた。
2006年（平成8年）3月6日、急性心不全で逝去。90歳没。
奥田の門下生による“CHIEKO-KAI”が組織されており、2015年（平成27年）6月29日サントリーホールブルーローズ（小ホール）にて「Arien u. Liederabend CHIEKO-KAI 生誕100周年コンサート 奥田智重子先生を偲んで」が開催された。出演者は以下の通り。声楽：相原廣美、相原れいな、芦川信子、梶本典子、金谷佐江子、上村多美子、菊池小百合、小池正子、小道一代、相良芙佐子、島本奈央子、庄司由美子、関口由貴映、田中浩美、友野玲子、平野幸子、田中久美子、前澤悦子、馬場陽子。ピアノ：諌山万貴、小宮康弘、須藤英子、田中はる子、津村貴子、服部容子、藤満健、保坂圭志、村田光弘。オーボエ：村松和美。他にも門下生には、涌井曄子、宮崎憲子などがいる。
奥田の功績を記念して、P.I.A.Japan音楽コンクールドイツリート部門は「奥田智重子記念ドイツリート部門」と名付けられており、第１位、第２位、第３位、金賞、銀賞、奥田智重子賞、伴奏者賞がある。

## 家族
- 夫は国立音楽大学元教授でピアニストの久本成夫
- 長男は映画監督の土橋亨[1]
- 義理の甥（姪の夫）は永六輔[6]。

## 著書
- ドイツ留学の手引 フライブルク に留学して・声楽家 奥田智重子（日独協会、1968）[11]

## 受賞歴
- 1960年（昭和35年）毎日音楽賞[1]
- 1961年（昭和36年）ドイツ政府アイヒェンドルフ没後100年記念メダル勲章[1]

## 録音
- 富士山見たら/平城山 伊藤久男/奥田智重子 レーベル：COLUMBIA レコード番号：A 2396[12]
- CD 日本洋学史－声楽 女声篇《SP時代の名演奏家》オムニバス 山野楽器 YMCD-1024（「平城山」を収録）[13]